# والتر سانده
والتر سانده (انگلیسی: Walter Sande؛ ‏ ۹ ژوئیهٔ ۱۹۰۶ – ۲۲ نوامبر ۱۹۷۱) یک هنرپیشه اهل ایالات متحده آمریکا بود.
از فیلم‌ها یا برنامه‌های تلویزیونی که وی در آن نقش داشته است، می‌توان به همشهری کین، آریزونا، موقعیت مطلوب برای ترقی، آقای اسمیت به واشنگتن می‌رود، روز بد در بلک راک، جنگ دنیاها، آخرین قطار گان هیل، کوکب آبی، نیروی هوایی، ویچیتا، طلوع در کمپوبلو، خواهر من آیلین، مردی به نام جو، آپاچی، عنکبوت، زنی در ساحل، بازگشت طولانی جونز و فردا هم روز خداست اشاره کرد.